# Asquillies
Asquillies est une section de la commune belge de Quévy située en Région wallonne dans la province de Hainaut. Ce village était une commune à part entière avant la fusion des communes de 1977.

## Évolution démographique
- Sources : INS, Rem. : 1831 jusqu'en 1970 = recensements, 1976 = nombre d'habitants au 31 décembre.

## Histoire

### Époque gallo-romaine
Une villa gallo-romaine existait[réf. nécessaire] à la droite de la route de Mons à Maubeuge, au lieu-dit Cheval Blanc (carrefour des N6 et N546).
Un aqueduc romain de 1400 m de long, reliant le ruisseau du By à la villa gallo-romaine de la Grande Boussue à Nouvelles, fut découvert par des fouilles menées de 1888 à 1894 par le comte Émile de la Roche de Marchiennes  et fut confirmé à partir de 1964 par les fouilles de Ch. et Y. Leblois .

### Invasions franques
En 1856, des tombes franques ont été découvertes[réf. nécessaire]. Alain Audin et Charles Cambier ont écrit pour cette raison : « Asquillies doit avoir ses séductions. Elles les gardera. »[réf. nécessaire].

### Féodalité
La seigneurie principale appartenait, aux XVᵉ et XVIe siècles, à la famille de Crohin. Outre cette seigneurie, il y avait aussi celles de l'abbaye de Crespin, de Notre-Dame, de Gilles de le Porte, de d'Arnemude, du chapitre de Sainte-Aldegonde de Maubeuge et du chapitre de Sainte-Waudru de Mons ainsi que les fiefs de Grousage et de Montroeul qui relevaient directement du comte de Hainaut.
L'abbaye Saint-Landelin de Crespin avait la collation de l'autel du lieu, avec Bougnies, sa dépendance. En tant que collateur, l'abbaye décida que la dîme devait revenir pour deux tiers au chapitre de Sainte-Waudru et pour un tiers à l'abbaye de Crespin et au curé du lieu.

### XVIIIesiècle: la bande duCapitaine Moneuse
Après avoir été dénoncés puis capturés à Petit-Quevy début 1797, c'est à la prison cantonale d’Asquillies que furent incarcérés Antoine-Joseph Moneuse, Nicolas-Joseph Gérin et Alexandre Buisseret, les principaux membres des chauffeurs du Hainaut.

## Liste des bourgmestres de 1830 à 1977
CORNEZ Raimond Joseph, maire en 1809 (sur base d'un relevé d'acte de naissance)

## Patrimoine et culture

### Patrimoine architectural

#### Église de la Sainte-Vierge
Le bâtiment est de "différentes époques, n'offrant qu'un très petit vaisseau, sans mérite". Cette église a finalement été désacralisée. Désaffectée durant une dizaine d'années, la commune se décida de la vendre en 2014, en tant que maison d'habitation, à un particulier.